# Nemțișor
Nemțișor – wieś w Rumunii, w okręgu Neamț, w gminie Vânători-Neamț. W 2011 roku liczyła 1463 mieszkańców.